# Lateralpass

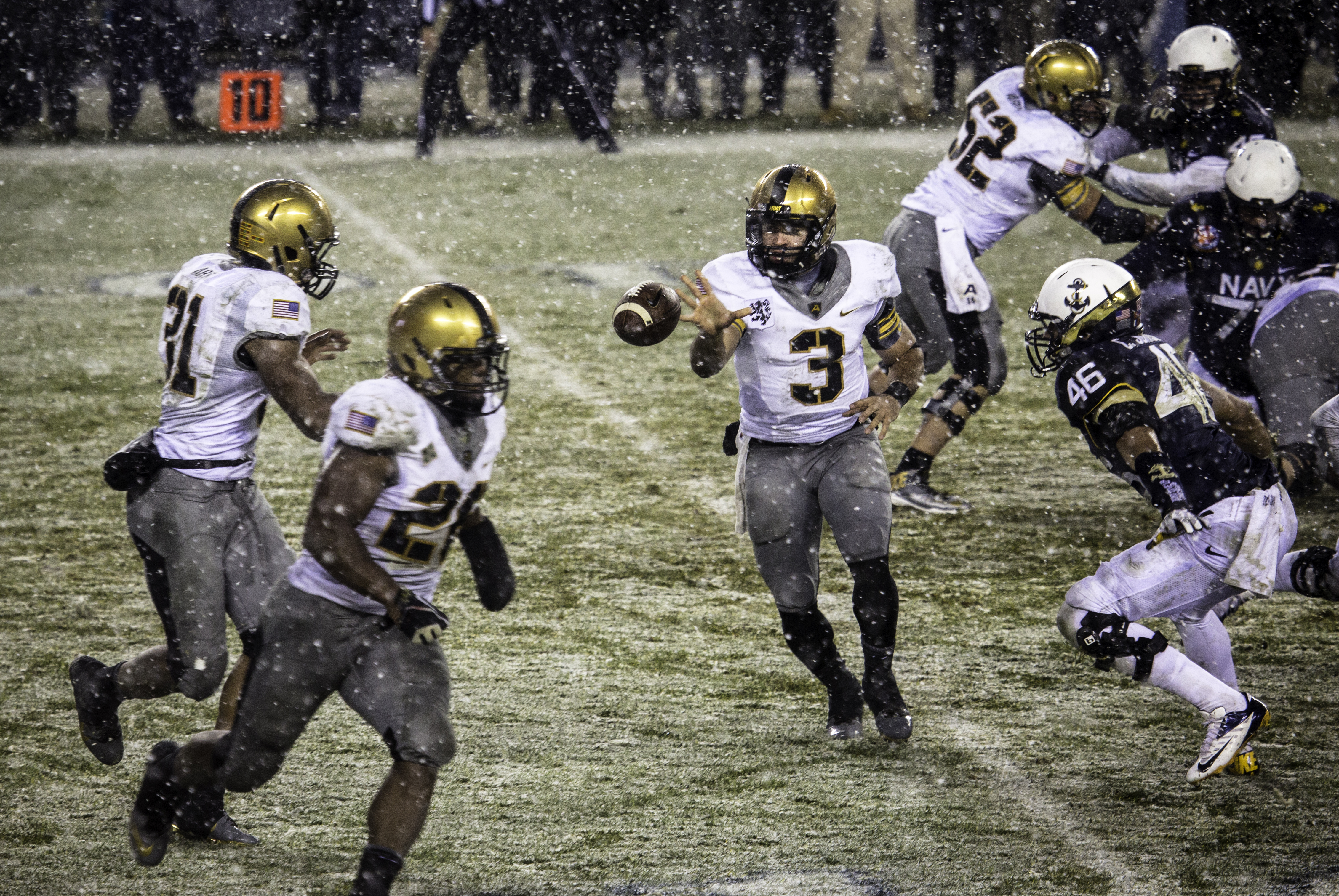
Der Quarterback (#3) wirft den Ball zurück zum Runningback (#31)

Ein Lateralpass ist eine Möglichkeit im American Football, den Ball quer (engl. lateral) oder rückwärts zu bewegen. Er wird auch als Backwardpass (dt. Rückwärtspass) oder verkürzt als Lateral bezeichnet.

## Regeln und Durchführung eines Lateralpass
Bei einem Lateralpass wird der Ball von einem Mannschaftsmitglied, parallel zur Goalline oder rückwärts zu einem anderen Mitglied der eigenen Mannschaft geworfen. Entscheidend ist, dass der Ball sich nicht vorwärts bewegt. Dies kann beliebig oft während eines Spielzugs passieren. Ein Lateralpass darf während eines Spielzugs jederzeit von jedem Spieler geworfen werden, der im Ballbesitz ist.

## Unterschiede zwischen Vorwärtspass und Lateralpass
Ein Lateralpass darf beliebig oft pro Spielzug durchgeführt werden. Ein Vorwärtspass hingegen darf nur einmal pro Spielzug geworfen werden. Auch darf ein Vorwärtspass nur hinter der Line of Scrimmage (dt. Anspiellinie) gespielt werden, dies gilt nicht für einen Lateralpass, dieser darf auch jenseits der Line of Scrimmage gespielt werden. Vorwärtspässe darf nur das angreifende Team werfen, einen Lateralpass darf auch die verteidigende Mannschaft werfen, wenn sie den Ballbesitz gewinnt. Jeder Spieler gilt als eligible Receiver (dt. gültiger Passempfänger) für einen Lateralpass. Im Gegensatz dazu dürfen nur spezielle Spieler einen Vorwärtspass fangen. Ein Spielzug mit einem missglückten Vorwärtspass, der von niemanden gefangen wird, ist beendet, sobald der Ball den Boden berührt. Ein missglückter Lateralpass hingegen, der zu Boden fällt und nicht ins Aus geht, gilt als Fumble, der Ball ist frei und jeder Spieler beider Mannschaften kann ihn aufnehmen. Dies ist der Grund wieso man Laterals sehr selten sieht, da die Gefahr besteht den Ball durch ein Fumble zu verlieren.

### Einsatz des Lateralpasses
Lateralpässe werden nur in außergewöhnlichen Spielsituationen benutzt oder um eine gegnerische Mannschaft zu überraschen. Im modernen Football gibt es drei Situationen, in denen eine Mannschaft zu diesem Mittel greift.
Wohl am häufigsten sieht man Laterals bei der verteidigenden Mannschaft, die den Ball von einer angreifenden Mannschaft erobert hat und ihn in Richtung der Endzone der angreifende Mannschaft tragen wollen. Sobald die angreifende Mannschaft den Ball verloren hat, gerät die Ordnung verloren, was die verteidigende Mannschaft versucht auszunutzen. Aus diesem Grund geht man das Risiko eines Laterals ein. Es gibt regelrechte Spezialisten in dieser Kategorie, wie Ed Reed von den Baltimore Ravens.
Eine zweite Situation, in der ein Lateralpass benutzt wird, sind Trickspielzüge, wie der Flea Flicker oder der Hook n’ Lateral. In einer Situation, in der ein Coach die gegnerische Mannschaft überraschen will, kann er zu einem dieser unkonventionellen Spielzüge greifen. Der Flea Flicker lässt sich mit einem Doppelpass im Fußball vergleichen. Der Quarterback passt den Ball in die Nähe einer Seitenlinie zu einem hinter ihm stehenden Wide Receiver. In den meisten Fällen rechnet die verteidigende Mannschaft damit, dass der Empfänger einfach mit dem Ball läuft und nicht zurückpasst. Dies geschieht nun aber, und der Passempfänger passt den Ball zum Quarterback zurück, der wiederum hinter ihn gelaufen ist. Dieses Manöver öffnet in den allermeisten Fälle für andere Passempfänger Freiräume, und der Quarterback hat häufig viele freie Anspielstationen. Das Risiko hierbei liegt darin, dass drei recht weite Pässe präzise gespielt werden müssen und der Receiver, der den Ball als erster vom Quarterback bekommt und zurückwerfen muss, normalerweise nicht Pässe zu werfen braucht. Beim Hook n’ Lateral erfolgt zunächst ein normaler Vorwärtspass vom Quarterback zu einem Receiver. Dieser Receiver passt den Ball dann zu einem weiteren Spieler in seiner Nähe. Die verteidigende Mannschaft konzentriert sich zunächst auf den „Erstempfänger“ und ist meist überrumpelt vom zweiten Pass. Als Erfinder dieses Tricks gilt der Footballcoach Don Shula.
Die dritte Situation, in der Lateralpässe eingesetzt werden, sind Verzweiflungssituationen. Wenn eine Mannschaft sehr wenig Zeit übrig hat, einen Touchdown erzielen muss und sehr weit weg von der gegnerischen Endzone entfernt ist, wird manchmal darauf zurückgegriffen. Die Mannschaft probiert einen möglichst weiten Pass zu spielen. Danach passen sich die Spieler den Ball zu, in der Hoffnung den Gegner zu verwirren bzw. eine Schwachstelle zu entdecken. Hierbei entsteht eine Situation, die dem eines Rugbyspiels nicht unähnlich ist. Die angreifende Mannschaft versucht alles um den Ball sicher in den eigenen Reihen zu halten, während die verteidigende Mannschaft darum bemüht ist keine Lücken in der eigenen Verteidigungslinie entstehen zu lassen. Da ein Footballspiel erst zu Ende ist, wenn der letzte Spielzug beendet ist, führt dies meist dazu, dass während dieses Spielzugs die Zeit abläuft, das Spiel aber so lange weiter geht, bis entweder ein Touchdown erzielt wird oder die angreifende Mannschaft den Ball verliert.

### Beispiele für bedeutende Lateralspielzüge
Auch wenn Lateralspielzüge nur sehr selten benutzt werden, sind einige doch in die Footballgeschichte eingegangen.
In der National Football League (NFL) entschied ein Lateralpass ein Erstrunden-Playoff Spiel der Saison von 1999, was später als Music City Miracle bekannt wurde. Das Spiel fand am 8. Januar 2000 zwischen den Buffalo Bills und den Tennessee Titans statt. Die Bills konnten wenige Sekunden vor Ende des Spiels mit einem Field Goal in Führung gehen und wähnten sich als die Sieger in einer hart umkämpften Begegnung. Den Titans blieben nur noch der Kickoff Return und maximal zwei Spielzüge. Der Trainer der Titans, Jeff Fisher, hatte das ganze Jahr an einem Spielzug gearbeitet und entschied sich, ihn nun anzuwenden. Die Bills führten einen kurzen Kickoff aus, um den Titans keine Chance auf einen strukturierten Return zu lassen. Fullback Lorenzo Neal fing den Ball in Mitte des Spielfelds an der 25-Yard-Linie und übergab ihn Tight End Frank Wycheck. Dieser führt den entscheidenden Lateralpass aus. Er warf den Ball nahezu Parallel zur 25-Yard-Linie an die Seitenauslinie zu Kevin Dyson, der den Ball 75 Yards in die Endzone tragen konnte. Dieser Spielzug sorgt für enorme Aufregung, da nicht ersichtlich war, ob der Ball tatsächlich parallel flog oder vorwärts. Der Oberschiedsrichter zog den Videobeweis heran, und erst nach langer Bedenkzeit entschied er, dass es sich um einen korrekten Lateral gehandelt hatte und die Titans das Spiel somit gewonnen hatten.
Ein weiterer Lateralspielzug erlangte Ruhm dadurch, dass er sich zum längsten, belegten Spielzug in der Geschichte des Football entwickelte. Es handelte sich um ein Spiel der untersten College Football Division der USA zwischen den Trinity Tigers und den Millsaps Majors aus dem Jahr 2007. Wenige Sekunden vor Schluss lag Millsaps knapp in Front und versuchte die Uhr herunterzuspielen, was aber misslang und so Trinity eine letzte Chance gab, das Spiel zu gewinnen. Trinity hatte noch zwei Sekunden übrig und befand sich an der eigenen 40-Yard-Linie, also 60 Yards von der Endzone der Millsaps Majors entfernt. Es blieb nur noch ein Spielzug. Quarterback Barmore passte zunächst einen normalen Vorwärtspass zu Receiver Thompson. Danach entwickelte sich ein Spektakel, was später den Namen „Mississippi Miracle“ erhielt. Die Spieler von Trinity spielten immer wieder Lateralpässe, ohne dabei zunächst bedeutenden Raumgewinn zu erzielen. Jedoch war Millsaps auch nicht in der Lage, diesem Vorgang ein Ende zu setzen, sondern die Verteidiger verstellten nur den Weg in die Endzone. Wide Receiver Curry fand aber dennoch eine Lücke in der Verteidigung, so dass er 34 Yards bis in die Endzone von Millsaps rannte und so den entscheidenden Touchdown erzielte. Während dieses Spielzugs hatten sieben Spieler von Trinity den Ball in ihren Händen und spielten die 15 Lateralpässe. Es verging mehr als eine Minute während dieses Spielzugs.